# Однобічно зв'язаний список
Однозв'язний список — вид зв'язаного списку, який складається з вузлів, кожен з яких містить у собі дані (інформаційну частину) та посилання на наступний вузол.

## Структура списку
Найчастіше вузлом списку вважають структурний тип (структуру), який зберігає у собі певну інформаційну частину (іншу структуру або тип даних) та посилання (вказівник) на наступний вузол у списку. Список має «голову» head, тобто вказівник на початок списку та інколи має кінець tail, проте найчастіше його не використовують.

## Переваги та недоліки списків у порівнянні змасивами

### Переваги списків над масивами
1. Можливість додавати вузол у кінець списку. Масив має статичний розмір, і, якщо, вільного місця там немає, доведеться створювати масив більшого розміру, копіювати у нього елементи «старого» масиву і тільки після цього додавати новий елемент
2. Можливість видаляти вузол і звільнювати пам'ять, яку він займав. У масиві можна лише зсунути елементи і розглядати його, як масив меншого розміру. Пам'ять при цьому не звільняється.
3. Можливість вставляти вузол у середину списку. При умові, що масив не заповнений до кінця, можна «розсунути» елементи і вставити між ними необхідний. Якщо ж масив повний — доведеться створювати новий масив більшого розміру, копіювати елементи і вставляти новий.

### Недоліки списків перед масивами
1. Відсутність поіндексного доступу до елементів списку
2. Зайвий час на прохід по списку для пошуку/видалення/додавання елементу у кінець
3. Використання більшого об'єму пам'яті за рахунок покажчиків на наступний вузол

## Операції зі списками

### Додати вузол у кінець списку
Для того, щоб додати вузол А у кінець списку, треба знайти останній вузол В у цьому списку, заповнити інформаційну частину вузла А і вказівнику вузла А присвоїти NULL, і «приєднати» його до останнього вузла у списку, тобто до вузла В.

### Додати вузол у початок списку
Для того, щоб додати вузол А у початок списку, потрібно заповнити інформаційну частину вузла А, вказівник А направити на голову head списку і зробити цей вузол головою.

### Видалити заданий вузол зі списку
Для того, щоб видалити необхідний вузол, потрібно послідовно перебирати вузли, запам'ятовуючи попередній вузол В. Коли необхідний вузол А буде знайдено, потрібно вказівник «попередника» (тобто вузла В) зв'язати з наступним вузлом (тим, що йде після вузла А) і видалити вузол А.

## Реалізація списку у С++

### Реалізація вузла
```
struct
 
Node

{

	
int
 
value
;
 
// певна інформативна частина

	
Node
 
*
 
next
;
 
// вказівник (pointer) на наступну структуру-вузол у списку

};

Node
 
*
 
head
 
=
 
NULL
;
 
// вказівник на голову списку, спочатку він нікуди не вказує, бо список порожній

```

### Реалізація функції додавання у кінець списку
```
void
 
addToEnd
(
int
 
v
)

{

	
Node
 
*
 
n
;

	
if
 
(
!
head
)

	
{

		
head
 
=
 
new
 
Node
;

		
head
->
value
 
=
 
v
;

		
head
->
next
 
=
 
NULL
;

		
return
;

	
}

	
else

	
{

		
n
 
=
 
head
;

		
while
 
(
n
->
next
)

			
n
 
=
 
n
->
next
;

		
Node
 
*
 
newNode
 
=
 
new
 
Node
;

		
newNode
->
value
 
=
 
v
;

		
newNode
->
next
 
=
 
NULL
;

		
n
->
next
 
=
 
newNode
;

		
return
;

	
}

}

```

### Реалізація функції додавання у початок списку
```
void
 
addToBegin
(
int
 
v
)

{

	
Node
 
*
 
n
 
=
 
new
 
Node
;

	
n
->
value
 
=
 
v
;

	
n
->
next
 
=
 
head
;

	
head
 
=
 
n
;

}

```

### Реалізація функції видалення певного вузла
```
void
 
deleteNode
(
Node
 
*
 
n
)

{

	
Node
 
*
 
k
 
=
 
head
;

	
if
 
(
head
 
==
 
n
)

	
{

	    
head
 
=
 
n
->
next
;

		
delete
 
n
;

		
return
;

	
}

	
while
 
(
k
->
next
 
!=
 
n
)

		
k
 
=
 
k
->
next
;

	
k
->
next
 
=
 
n
->
next
;

	
delete
 
n
;

}

```

### Реалізація функції пошуку вузла за інформаційною частиною
```
Node
 
*
 
find
(
const
 
int
 
v
)

{

	
Node
 
*
 
n
 
=
 
head
;

	
while
 
(
n
)

	
{

		
if
 
(
n
->
value
 
==
 
v
)

			
return
 
n
;

		
n
 
=
 
n
->
next
;

	
}

	
return
 
NULL
;

}

```

### Реалізація функції вставки вузла після заданого вузла
```
void
 
insert
(
const
 
int
 
v
,
 
Node
 
*
 
n
)

{

	
Node
 
*
 
newNode
 
=
 
new
 
Node
;

	
newNode
->
value
 
=
 
v
;

	
newNode
->
next
 
=
 
n
->
next
;

	
n
->
next
 
=
 
newNode
;

}

```